# Ruderatshofen
Ruderatshofen là một đô thị ở Ostallgäu bang Bayern thuộc nước Đức.